# Mensa (Fluss)
Die Mensa (russisch Менза, mongolisch Минж гол (Mindsch gol)) ist ein 337 km langer linker Nebenfluss des Tschikoi in der Mongolei und in der russischen Region Transbaikalien.

## Verlauf
Die Mensa entspringt an der Nordflanke des Chentii-Gebirges im mongolischen Töw-Aimag. Sie fließt in nordöstlicher Richtung nach Transbaikalien. Bei Flusskilometer 194 überquert sie die Staatsgrenze nach Russland. Wenig später passiert der Fluss die gleichnamige am rechten Flussufer gelegene Ortschaft Mensa. Der Fluss wendet sich im Unterlauf nach Nordwesten und mündet schließlich in den nach Westen fließenden Selenga-Nebenfluss Tschikoi. Die Mensa entwässert ein Areal von 13.800 km². 12 km oberhalb der Mündung beträgt der mittlere Abfluss (MQ) 89,9 m³/s. Ein wichtiger Nebenfluss der Mensa ist der Burkal (Буркал).